# Мады
Мады (кирг. Мады) — село в Кара-Сууском районе Ошской области Кыргызстана. Входит в состав Мадынского айылного аймака.

## География
Село расположено в северо-западной части области, на расстоянии приблизительно 17 километров (по прямой) к юго-востоку от города Кара-Суу, административного центра района. Абсолютная высота — 1135 метров над уровнем моря.

## Население
Согласно оценочным данным Национального статистического комитета Кыргызской Республики, численность населения села на начало 2023 года составляла 2970 человек.
| год     | 2009 | 2014 | 2015 | 2020 | 2021 | 2023 |
| ------- | ---- | ---- | ---- | ---- | ---- | ---- |
| человек | 2273 | 2255 | 2482 | 2828 | 2876 | 2970 |